# Mr. Big (James Bond)
Mr. Big (vero nome: Bonaparte Ignace Gallia nel romanzo, dottor Kananga nel film) è un personaggio immaginario, nemico dell'agente segreto James Bond, e il principale antagonista del secondo romanzo di  Ian Fleming, Vivi e lascia morire (1953) e dell'ottavo film della serie, Agente 007 - Vivi e lascia morire (1973). Nel film è stato interpretato dall'attore americano Yaphet Kotto.

## Biografia
Come molti dei personaggi della serie, Big possiede due biografie.

### Romanzo
Mr. Big, il cui vero nome è Bonaparte Ignace Gallia (Big sarebbe quindi un acronimo), è un potentissimo gangster di colore che lavora con la SMERSH russa.
È descritto come un omone nero di circa mezz'età calvo e dalla pelle ingrigita a causa di una disfunzione cardiaca. Ha origini francesi (gli abitanti di Haiti hanno tutti nomi francesi), come suggerisce il nome. 
Il suo obiettivo personale è quello di portare a termine crimini sempre più artistici e pieni di stile, in modo da essere ricordato come il criminale nero più famoso al mondo.
Il suo piano, prima che Bond vi si intromettesse, era quello di contrabbandare l'oro di Bloody Morgan in modo da finanziare la SMERSH.
Incute paura nella sua gente facendo uso della superstizione vudù e infatti i neri lo credono la reincarnazione zombi del Barone Samedi. 
Big utilizza Solitaire, una bella veggente, come macchina della verità.
Il Big del romanzo muore in seguito all'esplosione della sua barca causata da 007. Viene divorato dagli squali, accorsi richiamati dal sangue.

### Film
Totalmente differente è la biografia del personaggio cinematografico. Il vero nome di Mr. Big è "dottor Kananga" ed è il Primo ministro di una piccola repubblica isolana caraibica, San Monique. Su quest'isola Kananga coltiva oppio che poi smercia usando l'identità di Mr. Big, un gangster afroamericano statunitense, in modo da rendersi insospettabile. 
Anche nel film Big usa il credo del vudù come arma per sottomettere i neri ed egli stesso crede nella cartomanzia (ma solo nella sua identità segreta, come gangster addirittura la ridicolizza). La Solitaire del film infatti è una cartomante, della quale il dittatore si fida ciecamente, almeno fino all'arrivo di Bond.
La morte di questo Mr. Big è decisamente più spettacolare: Bond ci lotta nella sua vasca degli  squali e gli fa ingoiare un proiettile ad aria compressa, del tipo che viene usato per uccidere gli squali, ed egli esplode dopo essersi gonfiato come una mongolfiera.

## Scagnozzi
Mr. Big, come molti altri antagonisti dell'eroe britannico, si circonda di una quantità di scagnozzi e tirapiedi, tra cui alcuni particolarmente iconici:
- Tee Hee: l'unico scagnozzo presente sia nel romanzo che nel film, dotato di una micidiale tenaglia al posto del braccio destro dopo che il coccodrillo Albert glielo mangiò durante un momento di distrazione. Nel film ha poco contatto diretto con Bond, a parte quando lo lascia in balìa di Albert e degli altri coccodrilli ed alligatori e quando, alla fine, si nasconde in un sacco postale a bordo del treno e si intrufola nella cabina di Solitaire per ucciderla, per poi attaccare Bond, che lo scopre, senza che la ragazza si accorga di cosa succeda (Tee Hee la chiude nella sua cuccetta). Bond riesce ad avere la meglio defenestrando lo dopo aver messo fuori uso il suo braccio, che rimane attaccato al finestrino rotto.
- Baron Samedi: il misterioso impersonatore dalla risata diabolica della divinità vudù omonima, che appare per la prima volta come animatore al resort di Bond a San Monique. Riappare poi vestito da eremita nel cimitero di San Monique, dove pronuncia le sue uniche, enigmatiche battute. Torna al fianco di Kananga, vestito in maniera relativamente normale, quando viene decretata la morte di Solitaire, al che scoppia a ridere maniacalmente. È poi il Sacerdote vudù durante l'esecuzione di Solitaire, durante la quale brandisce un machete contro Bond, il quale riesce a farlo cadere dentro una bara piena di serpenti velenosi, che paiono ucciderlo. Nonostante ciò, l'ultima ripresa del film lo immortala, di nuovo vestito e truccato da Barone Samedi, seduto davanti al treno su cui viaggiano Bond e Solitaire, dove un inquietante zoom sulla sua faccia è coronato da un'ultima risata e dall'inizio dei titoli di coda del film, con un teschio umano dove prima si trovava la sua faccia. Il Barone, che insieme a Solitaire potrebbe avere il primato di unico personaggio di origine soprannaturale nella saga, appare in numerosi videogiochi come personaggio per il multiplayer ed appare anche nel videogioco GoldenEye 007 (1997), come antagonista di un livello "bonus", in cui 007 dovrà tentare di ucciderlo e recuperare la pistola d'oro di Francisco Scaramanga più volte in un tempio dell'antico Egitto (non troppo dissimile da quello di La spia che mi amava), come nel film, ma, apparentemente, con scarsi risultati: il Barone riappare infatti sempre vivo e vegeto.
- Whisper: uno scagnozzo grasso, che mormora sempre anziché parlare normalmente, da cui il soprannome. Ha poca importanza effettiva nel film, uccidendo l'autista di Bond a New York City e poi portandogli lo champagne in camera a San Monique al posto del cameriere (presumibilmente per spiarlo, ma, invece, facendosi riconoscere) e poi essendo vittima di una burla da parte di Kananga nel suo covo, dove costui finge la mira contro di lui con il fucile per gli squali di 007, ma poi spara al divano su cui lui si trova, il quale esplode. Infine, Bond lo getta nel vagone della monorotaia di Kananga dondolando su una struttura in metallo. Le sue ultime parole sono un sussurro preoccupato di "Attento!".
- Rosie Carver: inetta agente della CIA, doppiogiochista a favore di Kananga. Viene sedotta da Bond, il quale la scopre grazie all'aiuto presumibilmente di Solitaire, che lo avverte mandandogli un tarocco. Mentre porta Bond verso dove Tee Hee dovrebbe ucciderlo, viene uccisa al suo posto da uno degli spauracchi vudù di Kananga (che in realtà sono telecamere ed armi da fuoco automatiche).
- Adam: uno degli scagnozzi di Kananga in Louisiana.
- Dambala: il bizzarro esecutore dei sacrifici umani nei riti vudù, viene freddato da Bond.
- Tassista di Harlem: un sarcastico tassista nero che prima scorta Bond al ristorante Fillet of Soul ad Harlem, New York City, spiandolo insieme ad una fitta rete di scagnozzi neri, poi viene inviato a prendere e catturare Bond e Solitaire a New Orleans.
- Venditrice (Oh! Cult Voodo Shop): parte della rete di spie di Mr. Big ad Harlem.
- Abitanti di Harlem: una moltitudine di abitanti afroamericani di Harlem, New York City, che tracciano Bond mentre l'autista del taxi lo porta al ristorante Fillet of Soul.
- Corteo funebre: un corteo funebre di uomini e donne di colore, che avanza triste portando una bara e suonando una marcia funebre. Quando l'assassino del funerale avvicina la sua vittima, che si ferma presumibilmente a guardare la folla, gli uomini del corteo calano la bara sul cadavere e lo portano via, cambiando completamente genere musicale, festeggiando allegramente e suonando un jazz. Il loro operato si vede inizialmente con uno dei tre agenti dell'MI6, poi li si vede passeggiare tristi quando Bond, Felix Leiter e Lon Sutton giungono a New Orleans. Quando Sutton viene lasciato solo, l'assassino gli si avvicina, per poi tagliare a Bond e Leiter che commentano la bizzarra allegria del corteo.
- Assassino del funerale: misterioso assassino di New Orleans, che prima uccide uno dei tre agenti dell'MI6 accoltellandolo, poi l'agente della CIA Lon Sutton, presumibilmente nello stesso modo. Sua è la famosa battuta "È il tuo!!!" quando l'agente inglese gli domanda di chi sia il funerale.